# Trivium (Band)/Diskografie
Diese Diskografie ist eine Übersicht über die musikalischen Werke der US-amerikanischen Metal-Band Trivium. Den Schallplattenauszeichnungen zufolge hat sie bisher mehr als 260.000 Tonträger verkauft. Ihre erfolgreichsten Veröffentlichungen sind das zweite und dritte Studioalbum Ascendancy und The Crusade mit jeweils über 100.000 verkauften Einheiten.

## Alben

### Studioalben
| Jahr | Titel Musiklabel                              | Höchstplatzierung, Gesamtwochen, AuszeichnungChartplatzierungen (Jahr, Titel, Musiklabel, Platzierungen, Wochen, Auszeichnungen, Anmerkungen) | Höchstplatzierung, Gesamtwochen, AuszeichnungChartplatzierungen (Jahr, Titel, Musiklabel, Platzierungen, Wochen, Auszeichnungen, Anmerkungen) | Höchstplatzierung, Gesamtwochen, AuszeichnungChartplatzierungen (Jahr, Titel, Musiklabel, Platzierungen, Wochen, Auszeichnungen, Anmerkungen) | Höchstplatzierung, Gesamtwochen, AuszeichnungChartplatzierungen (Jahr, Titel, Musiklabel, Platzierungen, Wochen, Auszeichnungen, Anmerkungen) | Höchstplatzierung, Gesamtwochen, AuszeichnungChartplatzierungen (Jahr, Titel, Musiklabel, Platzierungen, Wochen, Auszeichnungen, Anmerkungen) | Anmerkungen                                                                                      |
| Jahr | Titel Musiklabel                              | DE | AT | CH | UK | US | Anmerkungen                                                                                      |
| ---- | --------------------------------------------- | --- | --- | --- | --- | --- | ------------------------------------------------------------------------------------------------ |
| 2003 | Ember to Inferno Lifeforce Records            | — | — | — | — | — | Erstveröffentlichung: 14. Oktober 2003 Wiederveröffentlicht 2016 als Ember to Inferno: Ab initio |
| 2005 | Ascendancy Roadrunner Records                 | — | — | — | UK79 Gold · (2 Wo.)UK | US151 (1 Wo.)US | Erstveröffentlichung: 15. März 2005 Verkäufe: + 100.000                                          |
| 2006 | The Crusade Roadrunner Records                | DE23 (4 Wo.)DE | AT44 (3 Wo.)AT | CH92 (1 Wo.)CH | UK7 Gold · (4 Wo.)UK | US25 (4 Wo.)US | Erstveröffentlichung: 10. Oktober 2006 Verkäufe: + 100.000                                       |
| 2008 | Shogun Roadrunner Records                     | DE27 (3 Wo.)DE | AT30 (3 Wo.)AT | CH42 (3 Wo.)CH | UK17 Silber · (3 Wo.)UK | US23 (4 Wo.)US | Erstveröffentlichung: 30. September 2008 Verkäufe: + 60.000                                      |
| 2011 | In Waves Roadrunner Records                   | DE8 (5 Wo.)DE | AT17 (4 Wo.)AT | CH24 (3 Wo.)CH | UK16 (2 Wo.)UK | US13 (4 Wo.)US | Erstveröffentlichung: 9. August 2011                                                             |
| 2013 | Vengeance Falls Roadrunner Records            | DE10 (3 Wo.)DE | AT10 (3 Wo.)AT | CH27 (2 Wo.)CH | UK23 (2 Wo.)UK | US15 (3 Wo.)US | Erstveröffentlichung: 15. Oktober 2013                                                           |
| 2015 | Silence in the Snow Roadrunner Records        | DE13 (2 Wo.)DE | AT11 (1 Wo.)AT | CH19 (2 Wo.)CH | UK19 (2 Wo.)UK | US19 (2 Wo.)US | Erstveröffentlichung: 2. Oktober 2015                                                            |
| 2017 | The Sin and the Sentence Roadrunner Records   | DE12 (2 Wo.)DE | AT10 (3 Wo.)AT | CH21 (2 Wo.)CH | UK18 (1 Wo.)UK | US23 (1 Wo.)US | Erstveröffentlichung: 20. Oktober 2017                                                           |
| 2020 | What the Dead Men Say Roadrunner Records      | DE4 (3 Wo.)DE | AT4 (3 Wo.)AT | CH10 (3 Wo.)CH | UK12 (1 Wo.)UK | US35 (1 Wo.)US | Erstveröffentlichung: 24. April 2020                                                             |
| 2021 | In the Court of the Dragon Roadrunner Records | DE7 (2 Wo.)DE | AT7 (2 Wo.)AT | CH4 (3 Wo.)CH | UK20 (1 Wo.)UK | US71 (1 Wo.)US | Erstveröffentlichung: 8. Oktober 2021                                                            |

### Demos
- 2003: Trivium EP

## Singles
| Jahr | Titel Album                          | Höchstplatzierung, Gesamtwochen, AuszeichnungChartplatzierungen (Jahr, Titel, Album, Platzierungen, Wochen, Auszeichnungen, Anmerkungen) | Höchstplatzierung, Gesamtwochen, AuszeichnungChartplatzierungen (Jahr, Titel, Album, Platzierungen, Wochen, Auszeichnungen, Anmerkungen) | Höchstplatzierung, Gesamtwochen, AuszeichnungChartplatzierungen (Jahr, Titel, Album, Platzierungen, Wochen, Auszeichnungen, Anmerkungen) | Höchstplatzierung, Gesamtwochen, AuszeichnungChartplatzierungen (Jahr, Titel, Album, Platzierungen, Wochen, Auszeichnungen, Anmerkungen) | Höchstplatzierung, Gesamtwochen, AuszeichnungChartplatzierungen (Jahr, Titel, Album, Platzierungen, Wochen, Auszeichnungen, Anmerkungen) | Anmerkungen                           |
| Jahr | Titel Album                          | DE | AT | CH | UK | US | Anmerkungen                           |
| ---- | ------------------------------------ | --- | --- | --- | --- | --- | ------------------------------------- |
| 2006 | Anthem (We Are the Fire) The Crusade | — | — | — | UK40 (2 Wo.)UK | — | Erstveröffentlichung: 2. Oktober 2006 |

Weitere Singles
- 2005: Pull Harder on the Strings of Your Martyr
- 2005: Like Light to the Flies
- 2005: A Gunshot to the Head of Trepidation
- 2006: Dying in Your Arms
- 2006: Anthem (We Are the Fire)
- 2006: Tread the Floods
- 2007: The Rising
- 2008: Kirisute Gomen
- 2008: Into the Mouth of Hell We March
- 2008: Down from the Sky
- 2009: Throes of Perdition
- 2010: Shattering the Skies Above
- 2011: In Waves
- 2011: Built to Fall
- 2012: Black
- 2013: Brave This Storm
- 2013: Strife
- 2017: The Sin and the Sentence
- 2017: The Heart from Your Hate
- 2017: Betrayer
- 2018: Endless Night
- 2019: Pillars of Serpents
- 2019: I Don’t Wanna Be Me a
- 2019: Drowning in the Sound
- 2019: Kill the Poor b
- 2020: Catastrophist
- 2020: What the Dead Men Say
- 2020: Amongst the Shadows & the Stones
- 2020: Bleed into Me
- 2021: In the Court of the Dragon

## Musikvideos
- 2004: Ember to Inferno
- 2004: Like Light to Flies
- 2005: Pull Harder on the Strings of Your Martyr
- 2005: A Gunshot to the Head of Trepidation
- 2005: Rain
- 2006: Dying in Your Arms
- 2006: Entrance of the Conflagration
- 2006: Anthem (We Are the Fire)
- 2007: The Rising
- 2007: To the Rats
- 2007: Becoming the Dragon
- 2008: Down from the Sky
- 2009: Throes of Perdition
- 2010: Shattering the Skies Above
- 2010: Slave New World
- 2011: In Waves
- 2011: Built to Fall
- 2012: Watch the World Burn
- 2013: Strife
- 2014: Through Blood and Dirt and Bone
- 2015: Silence in the Snow
- 2015: Blind Leading the Blind
- 2015: Until the World Goes Cold
- 2016: Dead and Gone
- 2017: The Sin and the Sentence
- 2017: The Heart from Your Hate
- 2017: Thrown into the Fire
- 2018: Beyond Oblivion
- 2018: Endless Night
- 2018: The Wretchedness Inside
- 2020: Catastrophist
- 2020: What the Dead Men Say
- 2021: In the Court of the Dragon

## Statistik

### Chartauswertung
|                     | DE    | AT    | CH    | UK    | US    |
| ------------------- | ----- | ----- | ----- | ----- | ----- |
| Nummer-eins-Alben   | DE—DE | AT—AT | CH—CH | UK—UK | US—US |
| Top-10-Alben        | DE4DE | AT4AT | CH2CH | UK1UK | US—US |
| Alben in den Charts | DE8DE | AT8AT | CH8CH | UK9UK | US8US |

|                       | DE    | AT    | CH    | UK    | US    |
| --------------------- | ----- | ----- | ----- | ----- | ----- |
| Nummer-eins-Singles   | DE—DE | AT—AT | CH—CH | UK—UK | US—US |
| Top-10-Singles        | DE—DE | AT—AT | CH—CH | UK—UK | US—US |
| Singles in den Charts | DE—DE | AT—AT | CH—CH | UK1UK | US—US |

### Auszeichnungen für Musikverkäufe
Anmerkung: Auszeichnungen in Ländern aus den Charttabellen bzw. Chartboxen sind in ebendiesen zu finden.
| Land/RegionAuszeichnungen für Musikverkäufe (Land/Region, Auszeichnungen, Verkäufe, Quellen) | Silber  | Gold     | Platin | Verkäufe | Quellen   |
| -------------------------------------------------------------------------------------------- | ------- | -------- | ------ | -------- | --------- |
| Vereinigtes Königreich (BPI)                                                                 | Silber1 | 2× Gold2 | —      | 260.000  | bpi.co.uk |
| Insgesamt                                                                                    | Silber1 | 2× Gold2 | —      |          |           |